# Andrea Sperling
Pour les articles homonymes, voir Andrea et Sperling.
Andrea Sperling, née en 1968 ou 1969, est une productrice américaine.

## Biographie
Sa filmographie traite régulièrement de l'homosexualité féminine.
Ouvertement lesbienne, elle a été en couple avec la réalisatrice américaine Jamie Babbit et ont deux filles, Finley et Ryder.

## Filmographie

### Productrice
- 1992 : The Living End
- 1993 : Totally F***ed Up
- 1993 : Terminal USA (en)
- 1994 : Mod Fuck Explosion (en)
- 1995 : The Doom Generation
- 1996 : Color of a Brisk and Leaping Day (en)
- 1996 : A Small Domain (en) (court métrage)
- 1997 : My Pretty Little Girlfriend (court métrage)
- 1997 : Fame Whore
- 1997 : Nowhere
- 1998 : Desert Blue
- 1999 : No Vacancy
- 1999 : Sleeping Beauties (court métrage)
- 1999 : But I'm a Cheerleader
- 1999 : Freak Weather (en)
- 2001 : Prozac Nation
- 2001 : Stuck (en) (court métrage)
- 2002 : Pumpkin
- 2002 : Scumrock
- 2003 : D.E.B.S. (court métrage)
- 2003 : Hummer (court métrage)
- 2004 : D.E.B.S.
- 2004 : A Memoir to My Former Self (court métrage)
- 2005 : Starcrossed (court métrage)
- 2005 : Harsh Times
- 2005 : The Quiet
- 2007 : If I Had Known I Was a Genius
- 2007 : Itty Bitty Titty Committee
- 2008 : Adventures of Power (en)
- 2010 : Sympathy for Delicious
- 2010 : Kaboom
- 2011 : Like Crazy
- 2011 : Funny or Die Presents... (série télévisée) - 3 épisodes
- 2012 : Smashed
- 2012 : Nobody Walks
- 2012 : Breaking the Girls
- 2013 : Défendu (Breathe In) de Drake Doremus
- 2014 : Imperial Dreams
- 2014 : All the Wilderness
- 2015 : Addicted to Fresno
- 2015 : Bleeding Heart
- 2015 : This Is Me (mini-série documentaire) - 5 épisodes
- 2016 : The Skinny (TV series) (en) (mini-série) - 6 épisodes
- 2016 : I Love Dick (en) (téléfilm)
- 2014-2016 : Transparent (série télévisée) - 31 épisodes
- 2017 : My Wonder Women (Professor Marston and The Wonder Women) de Angela Robinson

### Scénariste
- 2007 : Itty Bitty Titty Committee